# Nephropoidea
Nephropoidea è una superfamiglia di crostacei decapodi.

## Tassonomia
Si suddivide in due famiglie, di cui una fossile:
- Nephropidae Dana, 1852
- Thaumastochelidae Bate, 1888 (nome non più valido)[2]

Fossili:
- Stenochiridae † Beurlen, 1928